# Sergio Cofferati
Sergio Gaetano Cofferati (ur. 30 stycznia 1948 w Sesto ed Uniti) – włoski polityk i działacz związkowy, burmistrz Bolonii, poseł do Parlamentu Europejskiego VII i VIII kadencji.

## Życiorys
Z wykształcenia elektronik. Pracę zawodową zaczynał w zakładach Pirelli w Mediolanie. Wstąpił do centrali związkowej Włoskiej Powszechnej Konfederacja Pracy (CGIL). W 1988 został przewodniczącym wchodzącego w skład tej federacji związku zawodowego FILCEA, grupującego pracowników przemysłu chemicznego. W latach 1994–2002 pełnił funkcję przewodniczącego całej konfederacji CGIL.
Zaangażował się też w działalność postkomunistycznej partii Demokraci Lewicy. W 2004 wygrał wybory samorządowe na urząd burmistrza Bolonii, podejmował działania na rzecz ograniczania nielegalnej imigracji. Krytykował też przyjęcie do L’Unione ugrupowań skrajnej lewicy.
W 2007 wszedł w skład 45-osobowego komitetu założycielskiego Partii Demokratycznej, tworzonej m.in. na bazie DS. W 2009 uzyskał mandat posła do Parlamentu Europejskiego, kandydując z pierwszego miejsca jednej z regionalnych list Partii Demokratycznej. W 2014 z powodzeniem ubiegał się o europarlamentarną reelekcję.